# Provincia di Caranavi

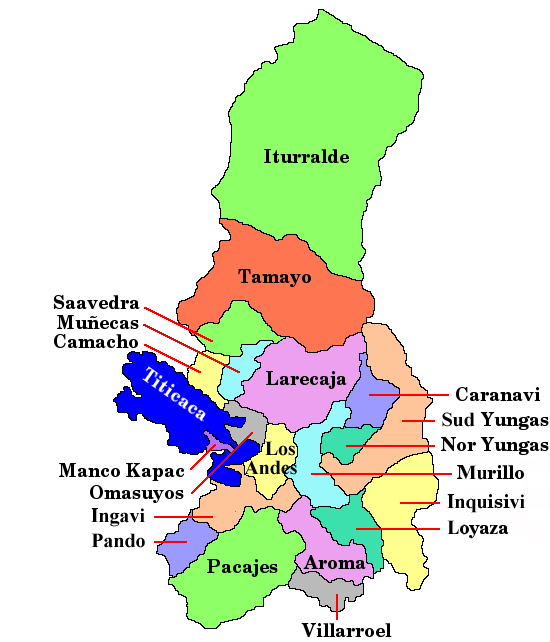
Dipartimento di La Paz

Caranavi è una delle venti province del dipartimento di La Paz (a est), in Bolivia.

## Posizione
La provincia è situata sull'altipiano boliviano, a est del lago Titicaca, nei pressi del corso superiore del Río Beni. A nord-ovest confina con la provincia di Larecaja, a sud-ovest con la provincia di Pedro Domingo Murillo, a sud con la provincia di Nor Yungas e a est e nord-est con la provincia di Sud Yungas.
La provincia si estende tra il 15° 20' e 16° 03' parallelo sud e tra il 67° 07' e 67° 42' meridiano ovest (dati non precisi). Misura da nord a sud 75 km e tra ovest e est 55 km.

## Popolazione
Il totale della popolazione è aumentato dalla fine del ventesimo secolo di circa il 40 %:
- 1992: 43 093 abitanti (censimento)
- 2001: 51 153 abitanti (censimento)
- 2005: 56 167 abitanti (stima)[1]
- 2010: 59 090 abitanti (stima)[2]

Il 40,6 % della popolazione ha meno di 15 anni. (1992)
Il grado di Analfabetismo nella provincia è dell'83,1 %. (1992)
Il 92,7 % della popolazione parla spagnolo, il 71,6 % parla Aymara, e l'11,1 % Quechua. (1992)
L'88,7 % della popolazione non ha accesso all'energia elettrica e il 65,6 % non gode di servizi sanitari (1992).
Il 68,0 % degli abitanti appartengono alla Chiesa Romana Cattolica, il 22,9 % alla Chiesa Protestante (1992).

## Geografia antropica

### Suddivisioni amministrative
La Provincia è formata dal comune di Caranavi suddiviso in 22 cantoni.